# غزة (حرض)

تعديل مصدري - تعديل

غزة هي إحدى قرى عزلة العتنة بمديرية حرض التابعة لمحافظة حجة، بلغ تعداد سكانها 559 نسمة حسب تعداد اليمن لعام 2004.